# Arilevo
Arilevo (en macédonien Арилево) est un village du centre de la Macédoine du Nord, situé dans la municipalité de Krouchevo. Le village comptait 13 habitants en 2002.

## Démographie
Lors du recensement de 2002, le village comptait :
- Macédoniens : 13